# Tethina intermedia
Tethina intermedia is een vliegensoort uit de familie van de Canacidae. De wetenschappelijke naam van de soort is voor het eerst geldig gepubliceerd in 1966 door Collin.